# Nazarena Majone
Maria Nazarena Majone (Graniti, 21 giugno 1869 – Roma, 25 gennaio 1939) è stata una religiosa italiana.
È stata una religiosa delle Figlie del Divino Zelo, congregazione fondata da Annibale Maria Di Francia il 19 marzo 1887 nel quartiere Avignone di Messina. Madre Majone vi entrò a far parte nel 1889 e ne divenne Superiora Generale dal 1902 al 1928. Nel 2003 è stata dichiarata venerabile.

## Biografia
Nacque a Graniti (Messina) il 21 giugno 1869 da Bruno Majone e Marta Falcone. A 11 anni divenne orfana di padre e dovette contribuire con il lavoro il mantenimento della famiglia. Dopo un incontro a Messina con  Annibale Maria Di Francia decise di iniziare il noviziato il 14 ottobre 1889 assieme alla sua amica Carmela d'Amore. Nel 1892 divenne suora, con il nome di Maria Nazarena. Collaborò incessantemente alle opere di S. Annibale Maria Di Francia, fondatore delle congregazioni delle Figlie del Divino Zelo e dei Rogazionisti del Cuore di Gesù. Fu superiora generale delle Figlie del Divino Zelo dal 1902 al 1928. Successivamente fu ricevuta, assieme a Padre Annibale, dai pontefici Pio X e Benedetto XV.  Successivamente, anche se malata di diabete, diede aiuto a Sant'Annibale che si trovava a Fiumara Guardia, dove il santo si spense il 1º giugno 1927.
Nazarena Majone morì a Roma alle 10 del 25 gennaio 1939.

## Processo di Beatificazione
Il suo corpo venne traslato nella chiesa dello Spirito Santo a Messina. Il 23 gennaio 1991 la Santa Sede concesse il "nihil obstat" per l'apertura dell'inchiesta diocesana. Il 2 giugno 1993 si è concluso il processo diocesano, mentre nel 3 giugno dello stesso anno si apre il processo apostolico. Il 9 maggio 2003 si tenne con esito positivo il congresso dei consultori teologici. Il 20 dicembre 2003 venne dichiarata venerabile.